# Boccia aux Jeux paralympiques d'été de 2000
Navigation
Atlanta 1996 Athènes 2004

La compétition de boccia des Jeux paralympiques d'été de 2000 s'est déroulée dans la ville de Sydney. 64 athlètes étaient en compétition dans cinq épreuves, trois individuelles et deux par équipe.
Il s'agit de la cinquième édition du boccia aux Jeux paralympiques.

## Classification
Les athlètes atteints de handicap moteur grave sont classés en quatre catégories ,:
- BC1 : athlètes paralysés cérébraux qui peuvent être aidés d’un assistant qui ajuste le fauteuil roulant ou fait passer une boule au joueur.
- BC2 : athlètes paralysés cérébraux qui ne peuvent pas être assistés.
- BC3 : athlètes ayant d’importantes difficultés motrices qui peuvent être aidés d’un assistant ou d'un appareil pour lancer la balle.

## Résultats
| Épreuves       | Or                                                              | Argent                                                          | Bronze                                                               |
| -------------- | --------------------------------------------------------------- | --------------------------------------------------------------- | -------------------------------------------------------------------- |
| Individuel BC1 | Gabriel Shelly (IRL)                                            | Antonio Cid (ESP)                                               | Francisco Beltrán (ESP)                                              |
| Individuel BC2 | Nigel Murray (GBR)                                              | Lee Jin-woo (KOR)                                               | Jesús Fraile (ESP)                                                   |
| Individuel BC3 | José Macedo (POR)                                               | Armando Costa (POR)                                             | Paul Gauthier (CAN)                                                  |
| Paires BC3     | Irlande Margaret Grant John Cronin                              | Espagne Yolanda Martin Santiago Pesquera                        | Canada Paul Gauthier Alison Kabush                                   |
| Équipe C1–2    | Corée du Sud Goo Keun-hoo Kim Hae-ryung Lee Jin-woo Lee Jung-ho | Espagne Francisco Beltrán Antonio Cid Jesús Fraile Álvaro Galán | Portugal Pedro Silva Luis Belchior Fernando Ferreira António Marques |

## Tableau des médailles
| Rang  | Nation          | Or | Argent | Bronze | Total |
| ----- | --------------- | -- | ------ | ------ | ----- |
| 1     | Irlande         | 2  | 0      | 0      | 2     |
| 2     | Portugal        | 1  | 1      | 1      | 3     |
| 3     | Corée du Sud    | 1  | 1      | 0      | 2     |
| 4     | Grande-Bretagne | 1  | 0      | 0      | 1     |
| 5     | Espagne         | 0  | 3      | 2      | 5     |
| 6     | Canada          | 0  | 0      | 2      | 2     |
| Total | Total           | 5  | 5      | 5      | 15    |